# Vijayanandi
Vijayanandi   (Benarés, c. 940 - c. 1010) va ser un matemàtic indi del segle X dC.
No es coneix res de la seva vida. Tan sols se sap que va ser l'autor d'un tractat titulat Karanatilaka, del qual només es conserva un exemplar de la traducció a l'àrab (Ghurrat al-zījāt) que en va fer Al-Biruní. El llibre consta de catorze capítols i versa sobre mesures de les distàncies i del temps, sobre els eclipsis de Sol i de Lluna i sobre el moviment dels planetes.